# 関西テレビ☆京都チャンネル
関西テレビ☆京都チャンネル（かんさいテレビ きょうとチャンネル）は、関西テレビ放送（KTV）メディア事業局が運営していたCSテレビ放送。1998年11月1日 - 2009年4月30日まで関西テレビ直営の衛星役務利用放送としてスカパー!（726ch）にて放送、JCNなど一部のケーブルテレビ局にチャンネル供給を行っていた。また、関西テレビ☆京都チャンネルで放送されている内容の一部は、「特選京都チャンネル」（2007年10月に「☆TV（ほしティーヴィー）」と改題）として毎週水曜日の深夜に関西テレビで再放送されていた。2009年4月30日24時をもってすべての放送を終了、閉局した。

## 沿革・チャンネルの特徴
1998年11月1日、京都チャンネルとして放送開始。チャンネル名が示す通り、歴史と伝統、四季折々違った季節感を出す京都の魅力を紹介する番組を多数制作しており、京都の三大祭葵祭・祇園祭・時代祭や大文字五山の送り火の模様も京都チャンネルが生中継した。
2002年にKBS京都への資本参画が行われるようになってからは、『京都最新情報』（2004年4月に『京都!ちゃちゃちゃっ』と改題）や俳優西村和彦がMCを担当する番組『Go on』、元KTVアナ桑原征平司会のクイズ番組『桑原征平のおもしろ京都検定』など、京都チャンネル・KBS京都共同制作のテレビ番組を放送。他、2006年9月まで京都のFMラジオ局・α-stationのラジオ番組『α-SWEET CAFE』を映像付きで放送していた。
この他、関西テレビが制作・放送したローカルバラエティ番組（『ふるさとZIP探偵団』『プライスバラエティ ナンボDEなんぼ』『南海パラダイス!』など）や、サスペンスドラマの再放送なども行っていた。2005年11月26日からは、関西テレビで1980年代に放送された深夜番組『エンドレスナイト』も再放送していた。こうした形態は、GAORA（毎日放送）やsky・A（朝日放送）などでも見られるものであり、関西系の番組を全国で見られるという側面も作り出していた。
京都チャンネルのマスコットキャラクター「京チャン」は、関西テレビのマスコットキャラクターである「ハチエモン」を京都風にアレンジしたものである。京チャンとお笑い芸人が京都市街でロケをする『京チャンともっと遊ぼう!』などの番組や、オリジナルCMにも登場した（CMはKTV地上波やBSフジ、フジテレビ721+739+CSHD（現フジテレビワンツーネクスト)でも放送）。
2005年12月1日より、関西テレビ☆京都チャンネルに名称変更。キャッチコピーは「コテコテ総合エンタ」。
2008年4月より、それまで実施していた24時間放送を中止し、毎日深夜・早朝に30分から3時間程度の放送休止時間帯を設けていた。
スカパー!での視聴料金は月額500円（税込525円）だった。また、JCN（デジタル660ch、一部局でアナログ配信あり）等一部ケーブルテレビ局へも配信されていた。
しかし、関西テレビ放送の経費削減により経営見直しが行われ、2009年4月30日をもって放送終了した。他の企業に運営は引き継がれていないが、関西テレビ☆京都チャンネルが制作した番組の一部は、閉局後はBSフジが放送を行っている。

### コテコテギャルズ
関西テレビ☆京都チャンネルのイメージキャラクター（盛り上げ役）として、2006年4月より「コテコテギャルズ」が登場。メンバーは大阪オバちゃん数人で構成。チャンネル告知CMなどに登場し、「わてら陽気なコテコテ、ギャルズ、でっせ～」と宣伝隊役割を果たしていた。
なお、本チャンネル放送内で流れるCMでのフレーズは「あんさんがご覧のチャンネルは、関西テレビ☆京都チャンネルでっせ～」である。また、関西テレビ地上波、BSフジ、他CSチャンネルで流れるバージョンでは「SKY PerfecTV！Ch.726」が表示されるとともに、「スカパー726、関西テレビ☆京都チャンネル、でっせ～」となっている。

## 主な番組

### 京都チャンネルオリジナル番組
- 京チャンともっと遊ぼう!
- 京都のDNA・グテ
- みうらじゅん・いとうせいこうのテレビ見仏記シリーズ（閉局後の2015年にBS12で放送）
- フレイム
- 心霊タクシー
- 心霊タクシーII
- 京のプリンス
- でんねん～試験にでる?大阪弁～
- sweet paradise
- 京都千年物語
- 茂山狂言アワー
- 熱血!インディーズムービー野郎
- 京都演劇の世界
- Studio Life World
- 山村紅葉のキラリ
- 骨董ちゃんねる
- 骨董ちゃんねるII
- おこしやす!KYOTO～市田ひろみの京の華やぎ～
- ソードブル～ジライヤ忍法帖～
- SOLID LIVE
- 京の天気 - 提供：京都銀行。
- 京都魔界案内
- 京都魔界巡礼団～古代編
- 京都魔界巡礼団～オカルト編
- 京都謎解きおんなパラダイス
- 謎パラ?
- どうどす探検隊
- Goo♡Goo～街ペコハンターズ～
- 角座てれび落語
(インターローカルTVでも放送)
- がんばれ!ファイト倶楽部
- 大阪センチュリー交響楽団コンサート
- 飯星景子の京都からの招待状
- 飯星景子の京都からの招待状II
- ほびーワールド計画
- 嗚呼!越山先生
- 榎木孝明 京を彩る
- 電車女シリーズ
木村裕子と京都大学鉄道研究会のメンバーが出演する鉄道旅シリーズ。
- 懐かしの鉄道風景

その他。

### 京都チャンネル・KBS京都共同制作番組
- 京都!ちゃちゃちゃっ
- 桑原征平のおもしろ京都検定
- Go on
- 京のいっぴん物語
- 完全生中継 祇園祭山鉾巡行（毎年7月17日に放送） - BSフジでも、一部の時間帯で並列放送を実施していた。廃局後の2009年以降は、KBS京都による単独制作を経て、同局とBSイレブンによる共同制作体制へ移行。

### 関西テレビ制作番組
- なつかしZIPアーカイブ - 関西テレビで放送した「ふるさとZIP探偵団」をノーカットで放送。ただし、一部放送していないものが有る。
- 恋愛情報バラエティー ウソか!?誠か!?
- プライスバラエティ ナンボDEなんぼ
- 南海パラダイス!
- 恐怖の百物語
- ぶらっち
- ぶらりプチ京都
- 遠足TV!
- KYOTO塾
- 復活!エンドレスナイト - 関西テレビで放送した「エンドレスナイト」を2時間に再編集して放送。2007年2月は諸般の事情により放送休止していたが、3月より放送再開（2007年2月以前よりもカット幅をさらに大きくしており、1時間30分での放送）。
- 京都チャンネルサスペンス - 月曜夜10時枠で放送した2時間ドラマの再放送。ただし一部、関西テレビ以外で制作されたもの（フジテレビなど）も含む
- 2月にプロ野球オープン戦の中継（阪神対オリックス）を高知県から2試合送っている。これは関西テレビが主催する「KTVカップ」として行われるため。それ以外のオープン戦と公式戦は放映されない。

ほか、関西テレビが制作に携わった映画（『アンフェア the movie』など）の関連番組（メイキング、初日舞台挨拶）も放送している。

### KBS京都・α-station制作番組
KBS京都
- らくらぶR＋谷口な夜 - KBS京都制作の番組。2007年10月終了。

α-station
- αステーション - α-station制作の『α-SWEET CAFE』をスタジオの放送風景を撮った映像付で録画放送。2006年9月終了。

### 韓国ドラマ
- withリュ・シウォン韓国ドラマ「純粋」